# Ruta 11 (Bolivia)

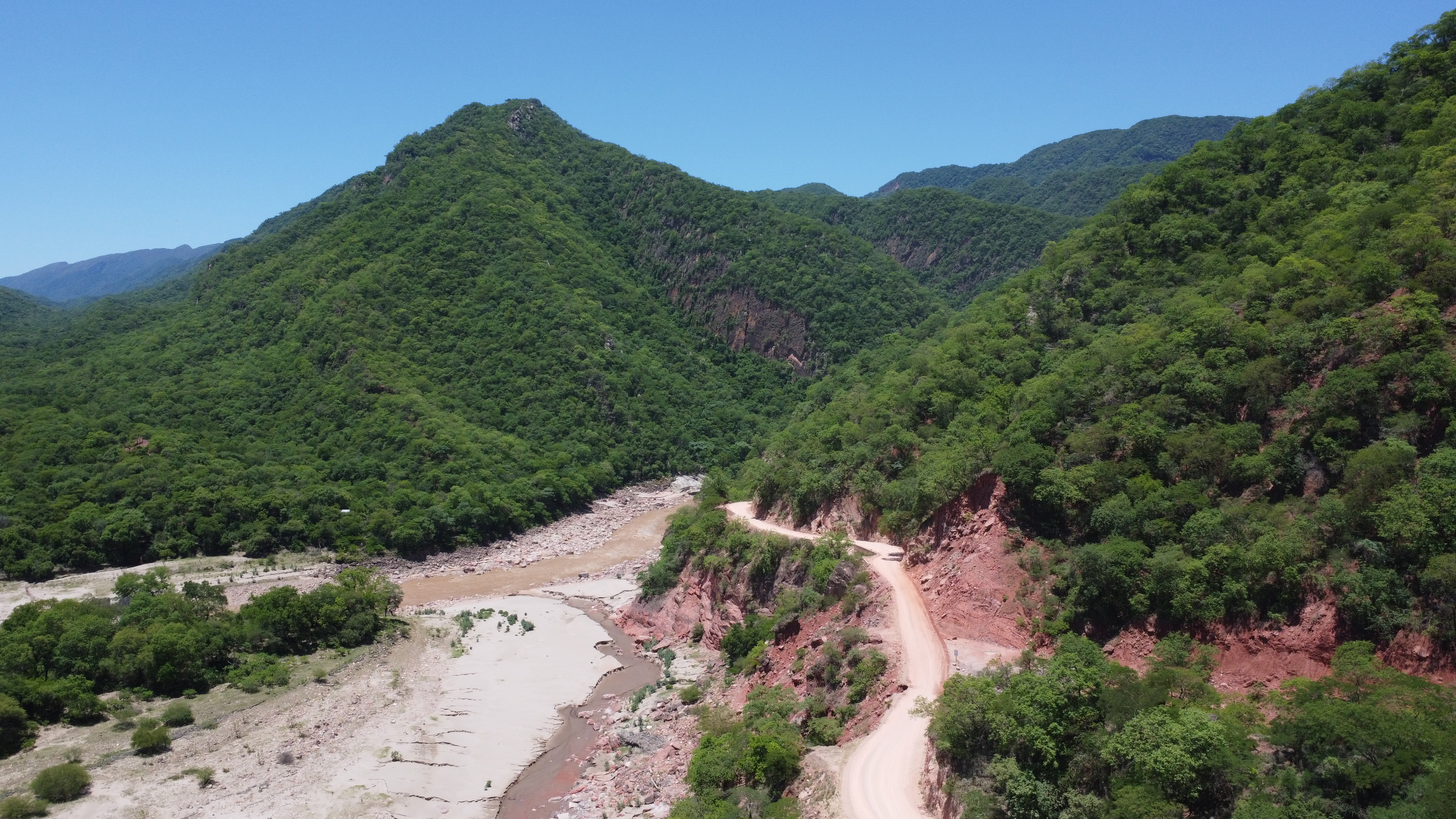
Ruta 11, entre Villa Montes y Palos Blancos, dentro del Área natural de manejo integrado Aguarague.

La Ruta 11 es una carretera de Bolivia perteneciente a la Red Vial Fundamental. Los 243 km al oeste de la Ruta 11 han sido declarados parte de la Red Vial Nacional de Bolivia "Red Vial Fundamental" por Decreto 25.134 del 31 de agosto de 1998, los 127 km restantes hasta el límite con Paraguay por Ley 2187 del 12 de abril de 2001. La ruta es también denominada como carretera al Gran Chaco.

## Historia
La vía tiene una longitud de 370 kilómetros y atraviesa el sur de Bolivia de oeste a este, desde el borde este de la Cordillera Oriental hasta la frontera con Paraguay en el este. El camino conduce a su paso por las provincias orientales del departamento de Tarija. Comienza por el oeste como un ramal de la Ruta 1 que conduce de norte a sur a ocho kilómetros al este de Tarija en el pueblo de Portillo y termina por el este en el pueblo de Cañada Oruro.
Salvo tramos menores, la Ruta 11 está totalmente asfaltada.

## Ciudades

### Departamento Tarija
- km 000: Tarija
- km 001: Portillo
- km 032: Junacas Sur
- km 098: Entre Ríos
- km 173: Palos Blancos
- km 243: Villamontes
- km 312: Ibibobo
- km 370: Cañada Oruro